# جان برستيه
جان برستيه (1648–1690) كان خطيبًا [الإنجليزية] وكاهنا كاثولوكيا وعالم رياضيات فرنسي ساهم في مجالات التوافقيات ونظرية الأعداد.
نشأ فقيرًا. وفي مراهقته عمل كخادم في جماعة خطابية يسوع (Oratory of Jesus) في باريس. وترقي لمنصب كاتب لنيكولا مالبرانش الذي علمه الرياضيات.
بدأ العمل عام 1670 بتوجيه من مالبرانش على الكتاب المدرسي Elémens des Mathématiques متأثرا بأسلوب زميله الخطيب أنطوان أرنولد (Antoine Arnauld). وعلى غير عادة تلك الأيام، ركز الكتاب حصريًا على الجبر ولم يغطي الهندسة على الإطلاق. اعتقد برستيه أن الجبر هو مجال الرياضيات الأساسي، وأن الهندسة مجرد تطبيق للجبر. :461 كتب جيرت شوبرينج (Gert Schubring) أن "ثقة بريستيت في إدعاءه تفوق الحاضر على الماضي أثبتت أنها نهج جريء وحداثي، ونشر المفاهيم الديكارتية ومهد الطريق للعقلانية في فرنسا."  :137
حوى الكتاب برهان على قاعدة ديكارت للعلامات والذي أقر برستيه لاحقًا بأنه غير مكتمل. كما تضمن تعميم مبدأ إقليدس على القواسم غير الأولية.
نُشِرَ كتاب Elémens في عام 1675 بأمر جمعية الخطابية لاستخدامه في المناهج الدراسية للعديد من كليات الخطابة. بدءًا من أوائل القرن السابع عشر، أسست الجماعة كليات في المدن والبلدات الصغيرة للتصدي لليسوعيين . كان كتاب Elémens واحدًا من عديد الكتب المدرسية التي نشرها في ذلك الوقت مدرسي الرياضيات الخطباء البارزين ومنهم برنارد لامي. :137استخدم أبراهام دي موافر كتاب Elémens في محاولة مبكرة فاشلة لتعليم نفسه الرياضيات.
نمت سمعة برستيه كمدرس للرياضيات مع نشر كتاب Elémens. وتقلد عام 1681 رئاسة كرسي الرياضيات في جامعة أنجيه [الإنجليزية]. نشرت عام 1689طبعة منقحة وموسعة بعنوان Nouveaux Elémens des mathématiques تضمنت بعض الأعمال المبكرة في النظرية الأساسية للحساب.

## للاستزادة
- Robinet, André (1960). "Jean Prestet ou la bonne foi cartésienne (1648–1691)". Revue d'histoire des sciences et de leurs applications (بالفرنسية). 13 (2): 95–104. DOI:10.3406/rhs.1960.3805.